# 堆漆
堆漆是將漆堆起來的工藝，有“識文”和“隱起”兩種做法。

## 分類
堆漆分為“識文”和“隱起”兩種做法，主要分別是在堆漆後、飾色漆前，是否加以雕刻。識文是指用漆灰或稠漆堆出比漆面高的花紋後，不加雕刻，然後直接在堆漆出來的凸起紋飾上加飾色漆。隱起是指用漆灰或稠漆堆出比漆面高的花紋後，加以雕刻，然後在堆漆出來的凸起紋飾上加飾色漆。使用漆灰的堆漆稱為漆灰堆塑。

## 歷朝發展
西漢馬王堆一號漢墓中出土的第二層套棺上的雲紋用了堆漆的方法，使其輪廓線條凸出。可見堆漆工藝在西漢已經多有使用。唐朝的鑒真法師雕像（現藏於日本）上的五官和衣紋也用了漆灰堆塑的方法，使其輪廓凸起。宋代堆漆技法更為成熟，如製成於1043年1月的描金堆漆舍利函（現藏於浙江省博物館）以堆漆技藝完成菊花、神獸等紋飾，堪稱精品。